# Kronologisk lista över Sri Lankas regenter

## Lista överkungarpåCeylon
Angivet år avser i allmänhet trontillträde
- Vijaya 543 f.Kr. i Tambapanni
- Interregnum 505
- Panduvasudeva 504  i Vijitapura
- Abhaya 474
- Interregnum 454
- Pandukabhaya 437 i  Anuradhapura
- Mutasiva 367
- Devanampiya Tissa 307-247
- Uttiya 267
- Mahasiva 257
- Suratissa 247
- Sena och Guttika 237
- Asela 215
- Elara 205, tamilsk kung
- Dutthagamani 161
- Saddha Tissa 137
- Thulatthana 119
- Lanja Tissa 119
- Khallata Naga 109
- Vattagamani Abhaya 104, avsatt av tamilerna
- Pancha Dravida eller "Fem tamilerna" (Pulahatta, Bahiya, Panyamara, Pilayamara och Dathika) 103
- Vattagamani Abhaya (andra gången) 88
- Mahachuli Mahatissa 76
- Chorenaga 62
- Kuda Tissa 50
- Siva 47
- Vatuka 47
- Darubhatika Tissa 47
- Niliya 47
- Anula 47 (drottning)
- Kutakanna Tissa 42
- Bhatikabhaya Abhaya 20
- Mahadathika Mahanaga 9
- Amandagamani Abhaya 21 e.Kr.
- Kanirajanu Tissa 30
- Chulabhaya 33
- Sivali 35
- Interregnum under 3 år
- Ilanaga 38
- Chandamukha 44
- Yassalalaka Tissa 52
- Subha 60
- Vasabha 66
- Vankanasika Tissa 110
- Gajabahu I 113
- Mahallaka Naga 135
- Bhatika Tissa 141
- Kanittha Tissa 165
- Khujjanaga 193
- Kunchanaga 195
- Sirinaga I 196
- Voharika Tissa 215
- Abhayanaga 237
- Sirinaga II 245
- Vijaya Kumara 247
- Sangha Tissa I 248
- Sirisamghabodhi 252
- Gathabhaya 254
- Jettha Tissa I 267
- Mahasena 277
- Sirimeghavanna 304-340
- Jettha Tissa II 332
- Buddhadasa 341
- Upatissa 370
- Mahanama 410
- Mittasena 428-429 ; tamilsk invasion
- Shad Dravida ("Sex Tamilerna") 436 (Pandu, Parindu, Khudda Parinda, Tiritara, Dathiya, Pithiya)
- Dhatusena 459 ; Anuradhapura åter singalesiskt
- Kassapa I 477
- Moggallana I 491 i Anuradhapura
- Kumara Dhatusena 508
- Kittisena 516
- Siva 517
- Upatissa II 517
- Silakala Ambosamanera 518
- Dathappabhuti 531
- Moggallana II 531
- Kittisirimegha 551
- Mahanaga 569
- Aggabodhi I 571
- Aggabodhi II 604
- Sangha Tissa 614
- Moggallana III 614
- Silameghavanna 619 ; Pallavadynastin
- Aggabodhi III Sirisanghabodhi 629, avsatt
- Jettha Tissa III 628
- Aggabodhi III (andra gången) 629
- Dathopa Tissa I Hatthadpatha 639
- Kassapa II 650
- Dappula I 659
- Dathopa Tissa II 659
- Aggabodhi IV 667
- Datta 683
- Hatthadpatha II 684
- Manavanna 684 i allians med Pallavadynastin
- Aggabodhi V 718
- Kassapa III 724
- Mahinda I 730
- Aggabodhi VI 733
- Aggabodhi VII 772 i Polonnaruva ; Anuradhapura överges tillfälligt
- Mahinda II Silamegha 777 i Anuradhapura
- Dappula II (eller Udaya I) 797
- Mahinda III 801
- Aggabodhi VIII 804
- Dappula III 815
- Aggabodhi IX 831
- Sena I 833 ; Pandyariket invaderar Ceylon, plundrar Anuradhapura
- Sena II 853, allians med Pallavas mot Pandyas
- Udaya II 887
- Kassapa IV 898
- Kassapa V 914
- Dappula IV 923
- Dappula V 924
- Udaya II 935
- Sena III 938
- Udaya III 946 ; Cholariket plundrar Anuradhapura
- Sena IV 954
- Mahinda IV 956
- Sena V 972
- Mahinda V 982, Anuradhapura förloras till Cholas 993. Huvudstaden återerövrad 1017
- Kassapa VI 1019
- Mahalana Kitti 1040
- Vikkama Pandu 1042
- Jagatipala 1043
- Parakkama Pandu 1046
- Loka 1048
- Kassapa VII 1054
- Vijaya bahu I 1055 i Polonnaruva
- Jayabahu I 1110
- Vikkama bahu I 1111
- Gajabahu II 1132
- Parakkamabahu Ier 1153
- Vijaya bahu II 1186
- Mahinda VI 1187
- Nishshankamalla 1187
- Vikkamabahu II 1196
- Chodaganga 1196
- Lilavati (första gången) 1197
- Sahassamalla 1200
- Kalyanavati 1202
- Dharmashoka 1208
- Anikanga Mahadipada 1209
- Lilavati (andra gången) 1209
- Lokissara 1210
- Lilavati (tredje gången) 1211
- Parakrama Pandu 1212
- Magha 1215
- Vijayabahu III 1236
- Parakkamabahu II 1236
- Vijayabahu IV 1270
- Bhuvanaikabahu I 1272
- Interregnum 1285-1286
- Parakkamabahu III 1287
- Bhuvanaikabahu II 1293 i Kurunagala
- Parakkamabahu IV 1302
- Bhuvanaikabahu III 1326
- Vijayabahu V 1335
- Bhuvanaikabahu IV 1341-1351 i Gambola
- Parakkamabahu V 1344-1359 i Dedigama
- Vikramabahu III 1357-1374 i Gambola
- Bhuvanaikabahu V 1372-1408 i Gambola
- Parakramabahu VI 1412-1467 i Kotte
- Jayabahu II 1467 i Kotte
- Bhuvanaikabahu VI 1470-1478 grundlägger Kandy
- Parakkamabahu VII 1480
- Parakkamabahu VIII 1484-1508
- Bhuvanaikabahu VII
- Dharmapala 1551-1597, döpt 1557, i Colombo från 1565. Skänker i testamente kungariket till Portugal

## Kungar i Kandy
- Vimala Dharma Surya I 1590
- Senarat 1604
- Rajasinha II 1629
- Vimala Dharma Surya II 1687
- Narendra Sinha 1707
- Vijaya Rajasinha 1739
- Kirtisri 1747
- Rajadhirarajasinha 1781
- Sri Vikrama Rajasinha 1798

## Portugisiska kungar, och generalkaptener av Ceylon
- Filip I 1580-1598
- Filip II 1598-1621
- Pedro Lopos de Sousa 1594
- D. Jeronimo de Azevedo 1594-1613
- D. Francisco de Meneses 1613-1614
- Manuel Mascarenhas Homem 1614-1616
- Nuno Alvares Pereira 1616-1618
- Constantino de Sa de Noronha 1618-1622
- Filip III 1621-1640
- Jorge do Albuquerque 1622-1623
- Constantino de Sa do Noronha 1623-1630
- D. Philippe Mascarenhas 1630-1631
- D. Jorge de Almeida 1631-1633
- Diego de Mello de Castro 1633-1635
- D. Jorge de Almeida 1635-1636
- Diogo de Mello de Castro 1636-1638
- D. Antonio Mascarenhas 1638-1640
- Johan IV 1640-1645
- D. Philippe Mascarenhas 1640-1645
- Manuel Mascarenhas Homem 1645-1653
- Francisco de Mello de Castro 1653-1655
- Antonio de Sousa Coutinho 1655-1656
- Antonio de Amaral de Menezes 1656-1658 Jaffna

## Holländska guvernörer på Ceylon
- William J. Coster 1640
- Jan Thyszoon Payart 1640-1646
- Joan Maatzuyker 1646-1650
- Jacob van Kittensteyn 1650-1653
- Adriaan van der Meyden 1653-1660 et 1661-1663
- Ryklof van Goens 1660-1661 et 1663
- Jacob Hustaart 1663-1664
- Ryklof van Goons 1664-1675
- Ryklof van Goens Jr 1675-1679
- Laurens Pyl 1679-1692
- Thomas van Rhee 1692-1697
- Gerrit de Heere 1697-1702
- Cornelis Jan Simons 1702-1706
- Hendrik Becker 1706-1716
- Isaac Augustin Rumpf 1716-1723
- Johannes Hertenberg 1723-1726
- Petrus Vuyst 1726-1729
- Stephanus Versluys 1729-1732
- Jacob Christian Pielat 1732-1734
- Diederik van Domburg 1734-1736
- Gustaaf Willem baron van Imhoff 1736-1739
- Willem Maurits Bruyninck 1739-1712
- Daniel Overbeek 1742-1743
- Julius V.S. van Gollenesse 1743-1751
- Gerard Joan Vreeland 1751-1752
- Johan Gideon Loten 1752-1757
- Jan Schreuder 1757-1762
- L.J. Baron van Eck 1762-1705
- Iman Willem Falck 1765-1785
- Willem J. van de Graaff 1785-1794
- J.G. van Angelbeek 1794-1796

## Brittiska guvernörer på Ceylon
- Guvernören i Madras 1796
- Frederick North 1798
- sir Thomas Maitland 1805
- sir Robert Brownrigg, Bart 1812
- sir Edward Paget 1822
- sir Edward Barnes 1824
- sir Robert W. Horton, Bart 1831
- J.A.S. Mackenzie 1837
- sir Colin Campbell 1841
- viscount Torrington 1847
- sir G.W. Anderson 1850
- sir Henry G Ward 1855
- sir Charles Justin MacCarthy 1860
- sir Hercules G.R. Robinson 1865
- sir William H. Gregory 1872
- sir James R. Longdon 1877
- sir Arthur H. Gordon 1883
- sir Arthur B. Havelock 1890
- sir J. West Ridgeway 1896
- sir Henry Arthur Blake 1903
- sir Henry B. McCallum 1907
- sir Robert Chalmers 1913
- sir John Anderson 1916
- sir William H. Manning 1918
- sir Hugh Clifford 1925
- sir H.J. Stanley 1927
- sir Grame Thompson 1931
- sir Reginald Edward Stubbs 1931
- sir Andrew Caldecott 1937
- sir Henry Monck Mason Moore 1948
- viscount Soulbury 1949

- sir Oliver Goonetilleke (generalguvernör)  1954
- William Gopallawa (generalguvernör) 1962

## Presidenter iSri Lanka
- William Gopallawa 1972
- Junius Richard Jayawardena 1978
- Ranasinghe Premadasa 1989
- D.B. Wijetunga 1993
- Chandrika Bandaranaike Kumaratunga 1994
- Mahinda Rajapakse 2005